# Institutul de știință Weizmann
Institutul de știință Weizmann este un prestigios complex universitar și un institut de știință multidisciplinar în orașul israelian Rehovot.
Institutul a fost fondat în anul 1934 de Chaim Weizmann și purta numele Institutul Daniel Sieff, nume care a fost schimbat, în 1949, după întemeierea Statului Israel, în Institutul Weizmann.